# 山崎志郎
山崎 志郎（やまざき しろう、1957年 - ）は、日本の経済学者・歴史学者。大妻女子大学教授。東京都立大学名誉教授。専門は日本経済史。

## 来歴

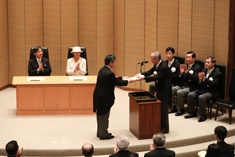
2019年6月17日、徳仁天皇（奥左）、雅子皇后（奥右）臨席の下で日本学士院院長鹽野宏（手前右）より日本学士院賞を受領

東京都北区出身。1982年早稲田大学政治経済学部経済学科卒業。1988年東京大学経済学研究科理論経済学・経済史学博士課程単位取得満期退学。
福島大学経済学部助教授、東京都立大学経済学部助教授、同教授、首都大学東京社会科学研究科教授を経て、大妻女子大学社会情報学部教授。2019年『太平洋戦争期の物資動員計画』で日本学士院賞受賞。

## 著書

### 単著
- 『日本経済史』（放送大学教育振興会、2003年）
- 『戦時金融金庫の研究　総動員体制下のリスク管理』（日本経済評論社、2009年）
- 『戦時経済総動員体制の研究』（日本経済評論社、2011年）
- 『物資動員計画と共栄圏構想の形成』（日本経済評論社、2012年）
- 『太平洋戦争期の物資動員計画』日本経済評論社 2016

### 共編著
- （原朗）『戦時日本の経済再編成』（日本経済評論社、2006年）
- （原朗）『高度経済始動期の日本経済』（日本経済評論社、2010年）

### 刊行史料
- （原朗）『生産力拡充計画資料』全9巻 （現代史料出版、1996年）
- （原朗）『軍需省関係資料』全8巻 （現代史料出版、1997年）
- （原朗）『初期物資動員計画資料』全12巻 （現代史料出版、1997年-1998年）
- （原朗）『開戦期物資動員計画資料』全12巻 （現代史料出版、1999年-2000年）
- （原朗）『後期物資動員計画資料』全14巻 （現代史料出版、2001年-2002年）
- （原朗）『戦時中小企業整備資料』全6巻 （現代史料出版、2004年）
- （原朗）『物資動員計画重要資料』全4巻 （現代史料出版、2004年）